# Mer de Glace

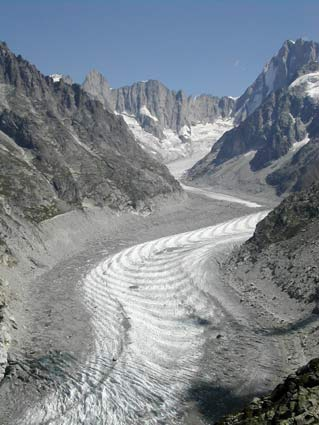
La Mer de Glace vista des de Montenvers l'agost de 2003,

La Mer de Glace (Mar de Gel) és una glacera que està situada al massís del Mont Blanc als Alps a França. Amb una llargada de més de 7 quilòmetres i una profunditat aproximada de 200 metres. A causa de l'escalfament global, la Mer de Glace ha anat perdent gel amb el pas del temps, fins al punt de considerar que es troba en l'actualitat en perill d'extinció.

## Característiques
En sentit estricte, la glacera pot ser considerada com originada per la confluència de la glacera de Leschaux i la glacera del Tacul a 2.100 metres, al nord de l'Aiguille du Tacul.
En canvi, en un sentit més ampli, és una glacera de vall que s'origina directament al nord del Mont Blanc a una altitud d'uns 4.100 metres.
Segons les dades del World Glacier Monitoring Service el 2015 la glacera mesurava 13 km de llargària i la seva superfície era d'uns 23 km².
Des del 1850 la glacera es troba en una fase d'important regressió, després haver abastat la màxima extensió el 1644, en el curs de la Petita Edat de Gel.

## Turisme
La Mer de Glace representa un gran atractiu turístic. Els turistes poden accedir fàcilment amb ferrocarril Chamonix-Montenvers a cremallera.
La localitat Montenvers, col·locada una mica a sobre de la llengua terminal de la glacera, ofereix un excel·lent punt d'observació sobre la Mer de Glace. Montenvers també és conegut per la seva cèlebre gruta de gel, cavada cada any en el flanc de la glacera des del 1946.

## Galeria
Evolució temporal de la Mer de Glace:

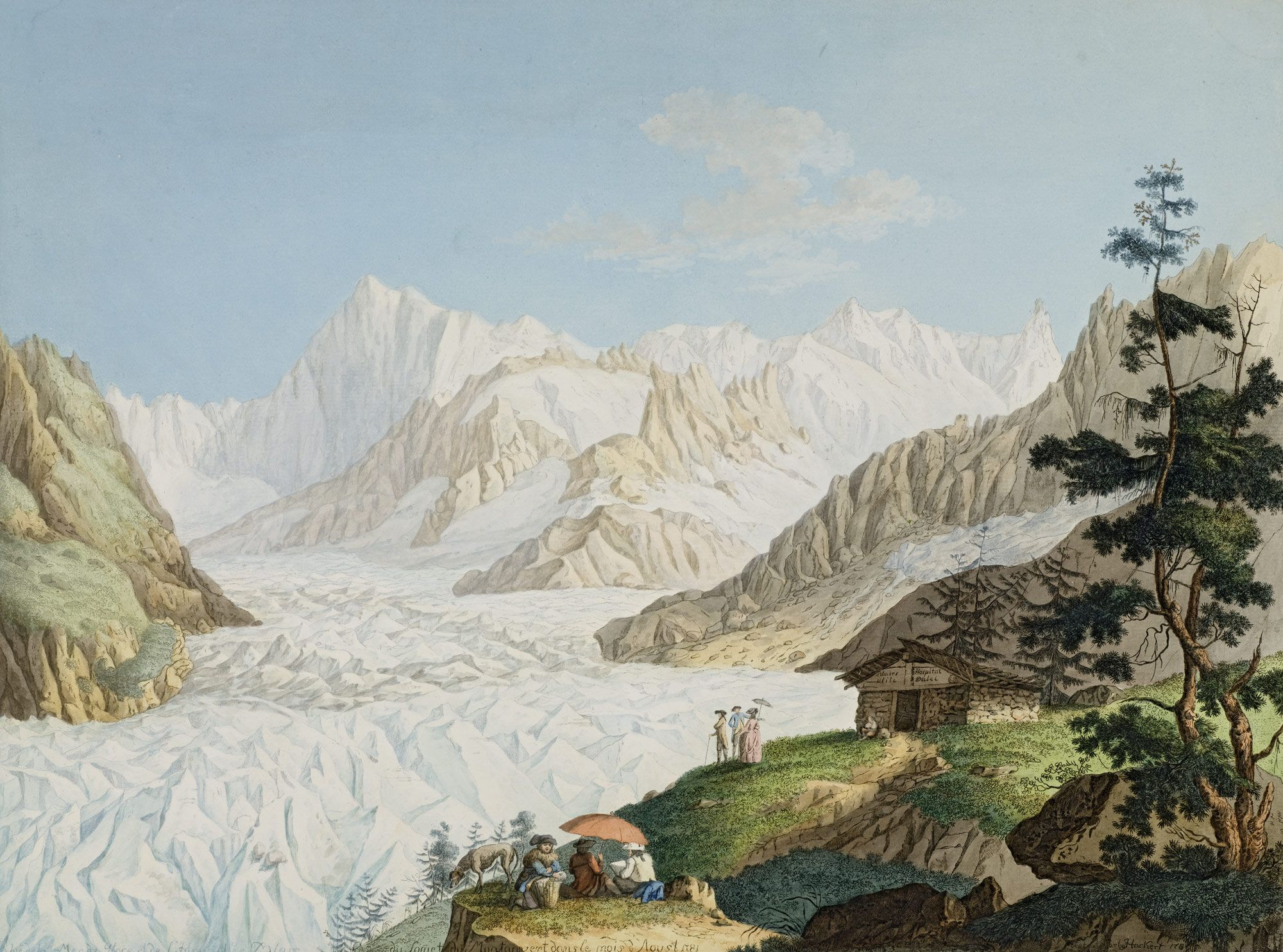
1781
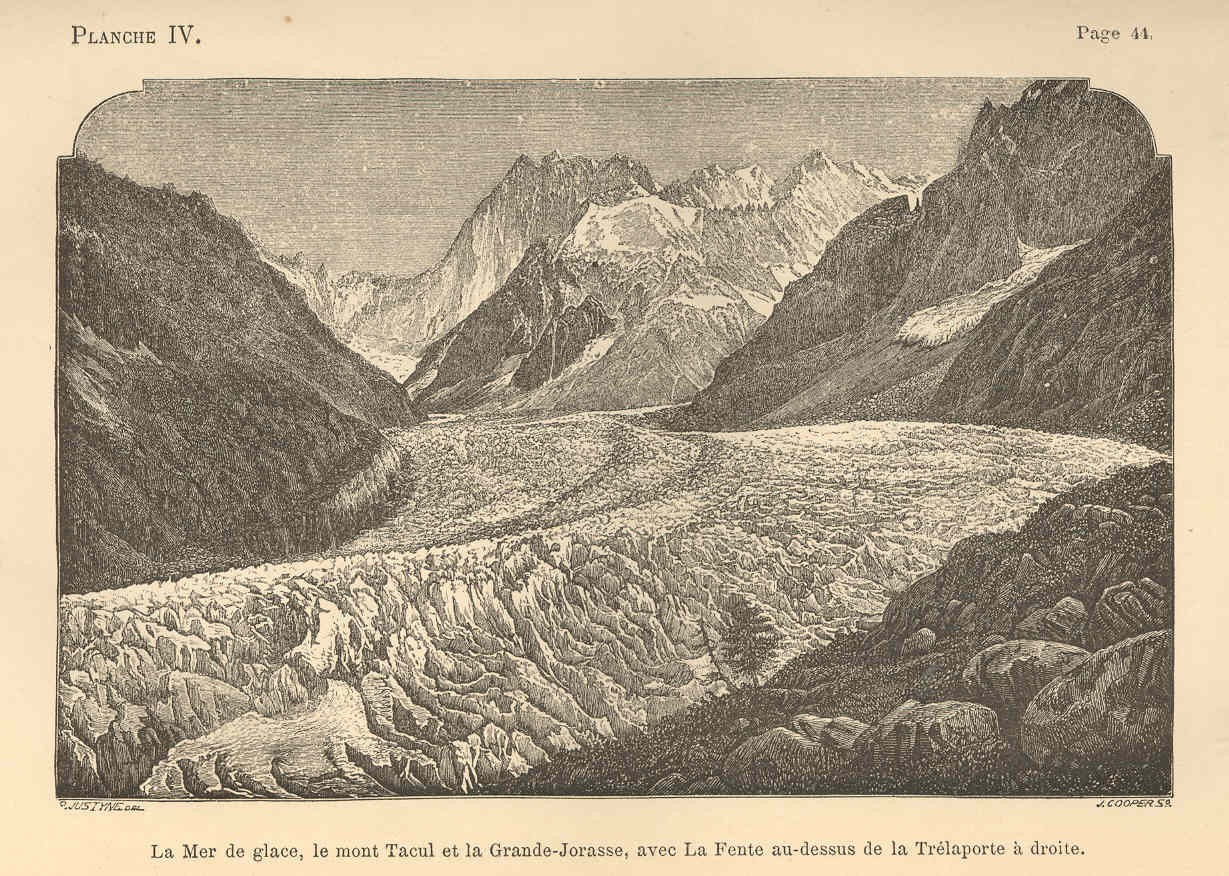
1876
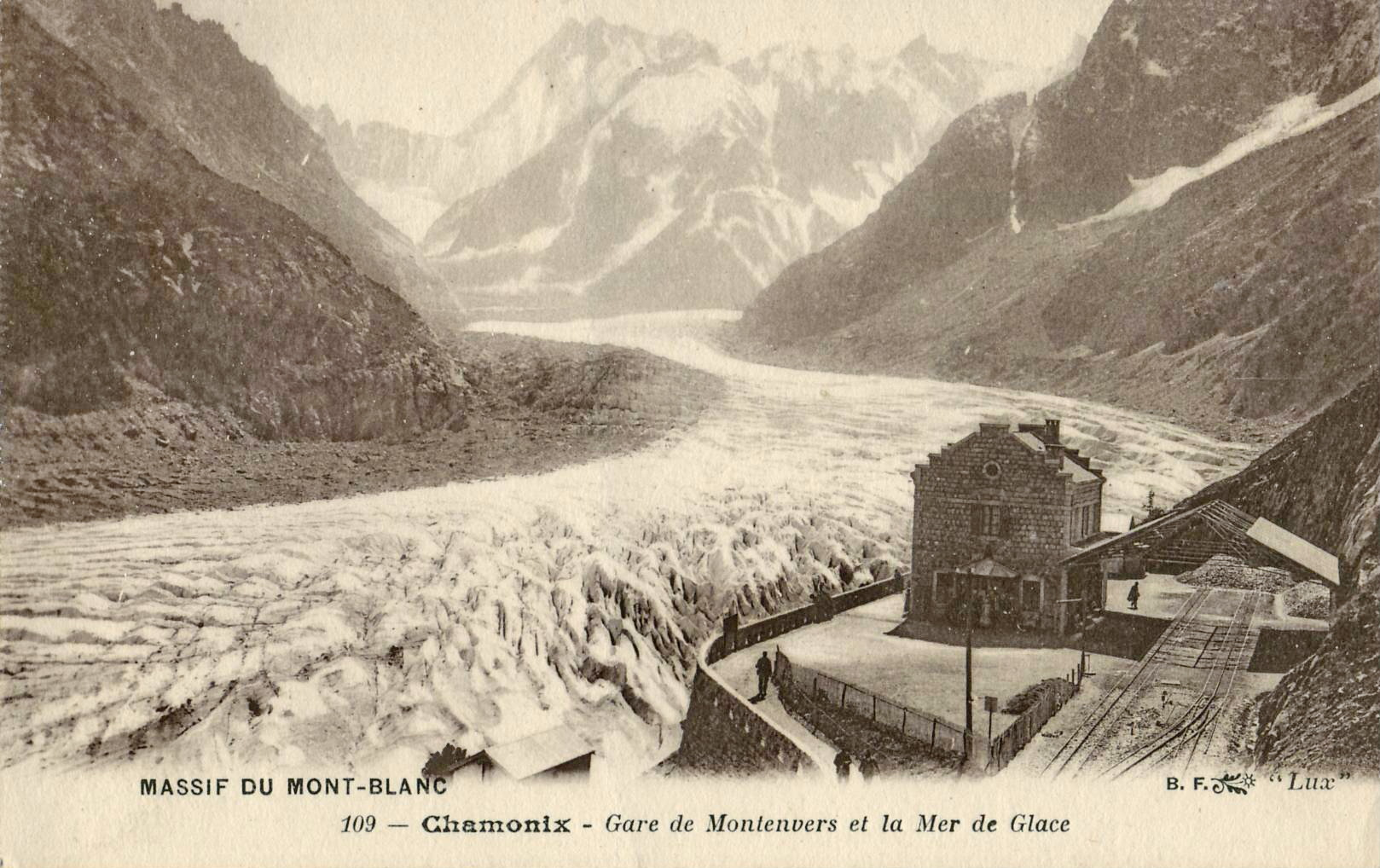
1914
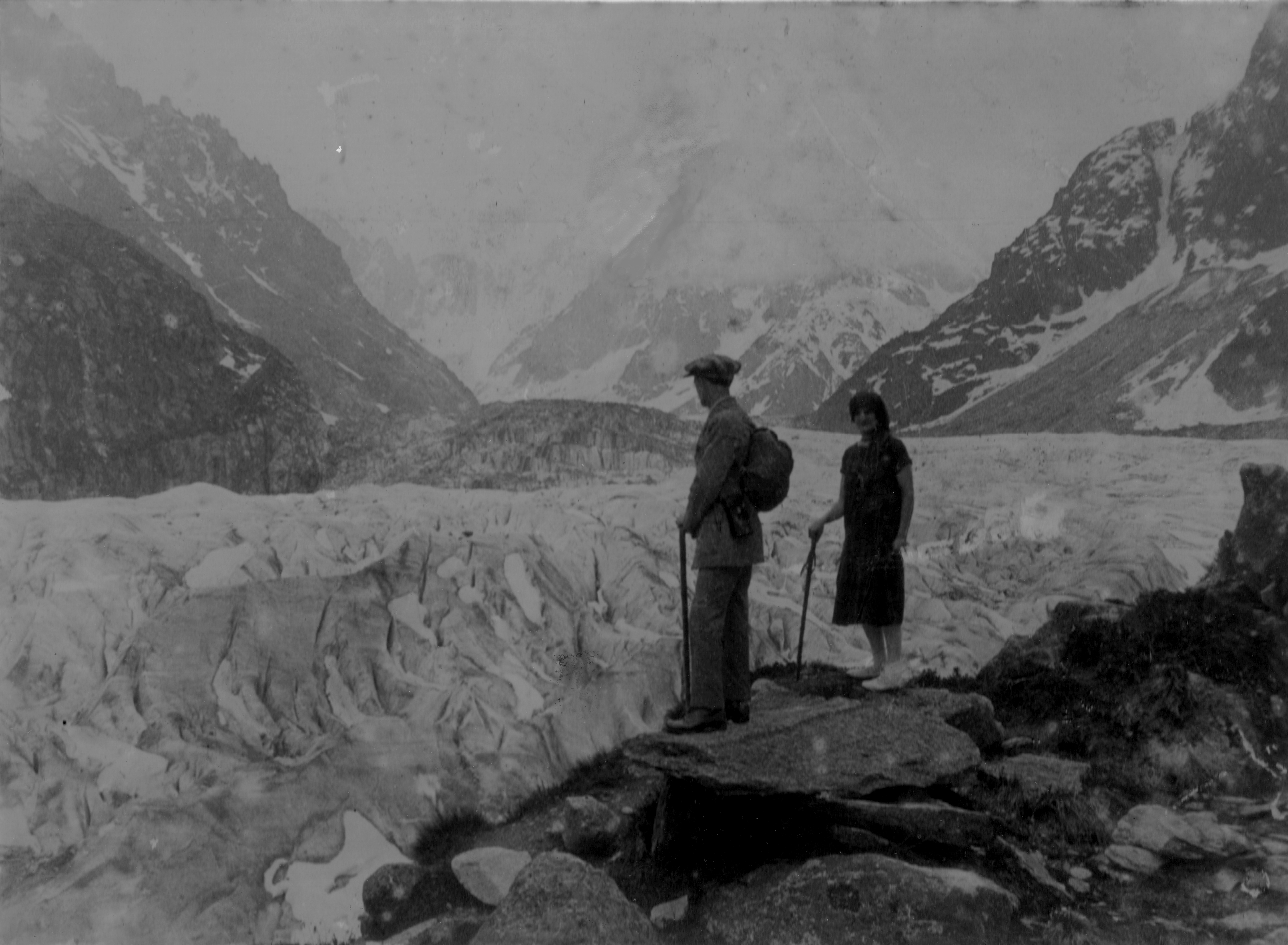
1926
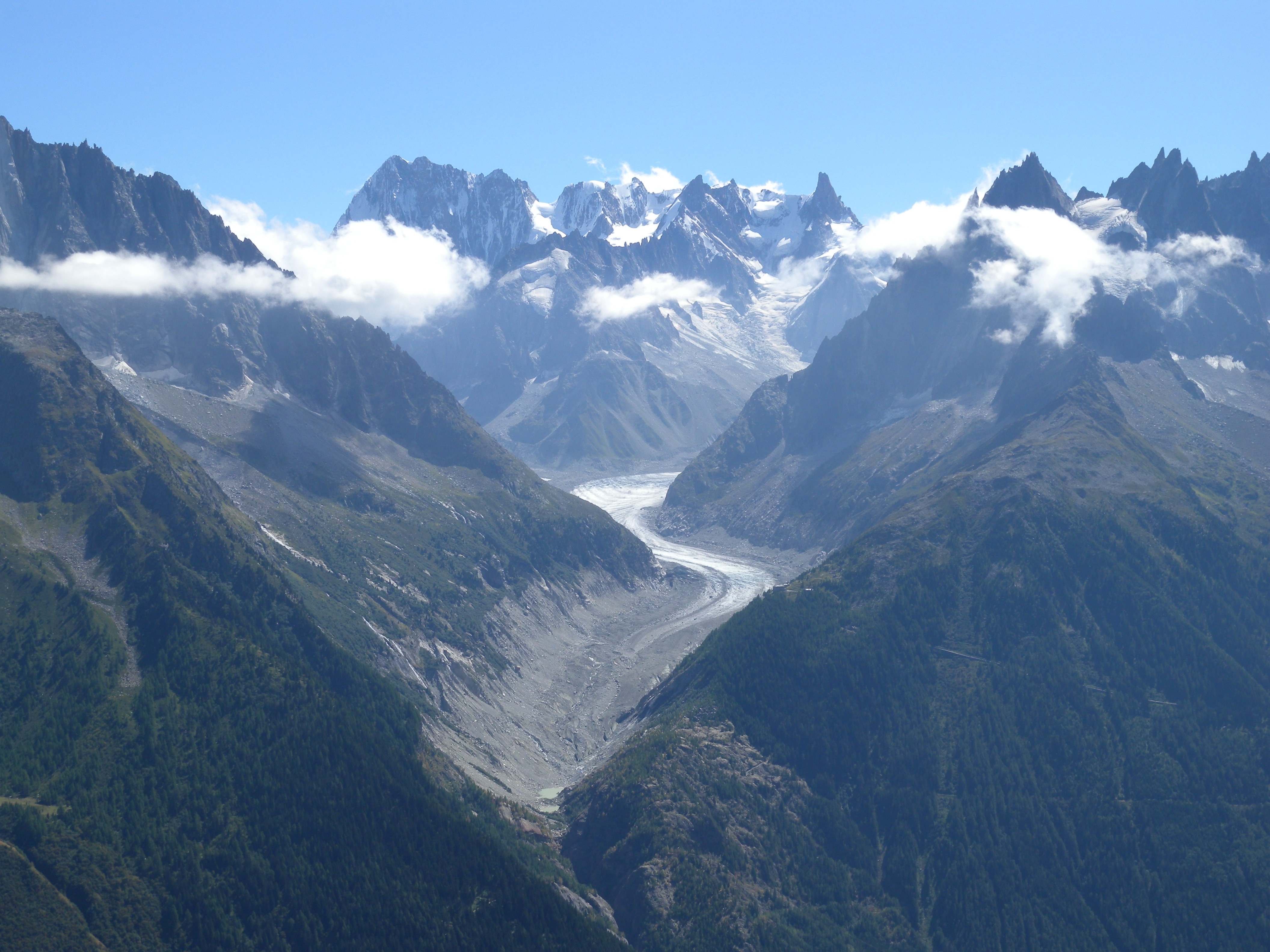
2009
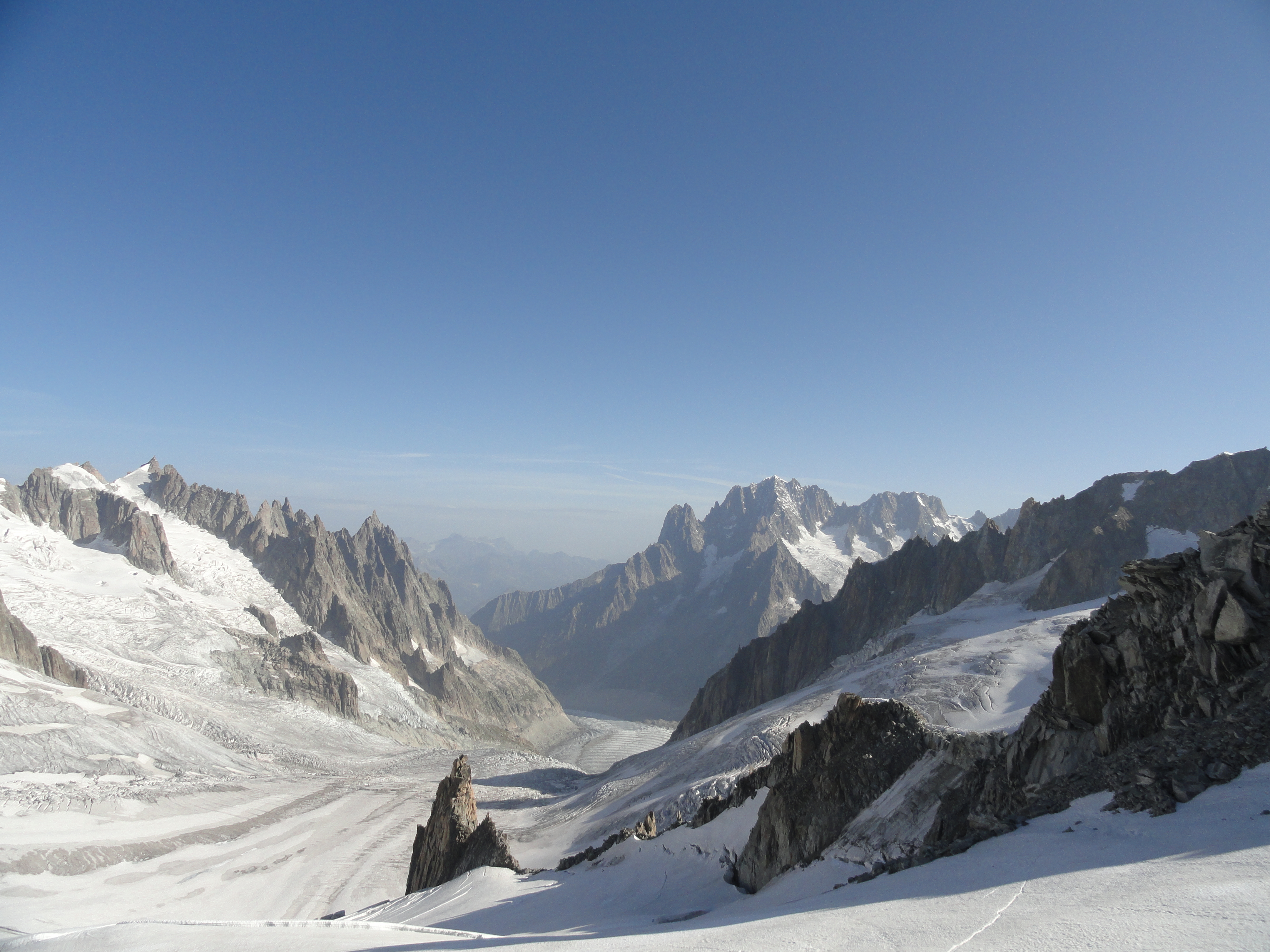
2011